# Nascar Grand National Series 1959
Nascar Grand National Series 1959 var den 11:e upplagan av den främsta divisionen av professionell stockcarracing i USA sanktionerad av National Association for Stock Car Auto Racing. Säsongen startade 9 november 1958 på Champion Speedway i Fayetteville, North Carolina och avslutades 25 oktober på Concord Speedway i Concord, North Carolina.
Serien vanns av Lee Petty som sammanlagt tog 35 top-10-placeringar på 42 av 44 möjliga starter, varav 11 segrar. Seriesegern kom att bli hans tredje och sista mästerskapstitel i karriären. Hans son Richard Petty korades som årets rookie. Daytona 500 kördes för första gången detta år på den för ändamålet nybyggda superovalen Daytona International Speedway. Johnny Beauchamp utsågs till en början som segrare av loppet, men efter protester och tre dagars granskning av målfoton utsågs Lee Petty som vinnare av det första Daytona 500.

## Resultat
| Nr      | Datum           | Tävling                    | Bana                                                         | Pole             | Vinnare          | Konstruktör | Start | Rapport |
| ------- | --------------- | -------------------------- | ------------------------------------------------------------ | ---------------- | ---------------- | ----------- | ----- | ------- |
| 1       | 9 november 1958 | Race 1                     | Champion Speedway, Fayetteville, North Carolina              | Bob Welborn      | Bob Welborn      | Chevrolet   | 1     |         |
| 2       | 20 februari     | Daytona 500 Qualifier      | Daytona International Speedway, Daytona Beach, Florida       | Fireball Roberts | Bob Welborn      | Chevrolet   | 7     | Rapport |
| 3       | 22 februari     | Daytona 500                | Daytona International Speedway, Daytona Beach, Florida       | Bob Welborn      | Lee Petty        | Oldsmobile  | 15    | Rapport |
| 4       | 1 mars          | Race 4                     | Orange Speedway, Hillsborough, North Carolina                | Curtis Turner    | Curtis Turner    | Ford        | 1     |         |
| 5       | 8 mars          | Race 5                     | Concord Speedway, Midland, North Carolina                    | Buck Baker       | Curtis Turner    | Ford        | 4     |         |
| 6       | 22 mars         | Race 6                     | Lakewood Speedway, Atlanta Georgia                           | Buck Baker       | Johnny Beauchamp | Ford        | 2     |         |
| 7       | 29 mars         | Race 7                     | Wilson Speedway, Wilson, North Carolina                      | Ken Rush         | Junior Johnson   | Ford        | 22    |         |
| 8       | 30 mars         | Race 8                     | Bowman Gray Stadium, Winston-Salem, North Carolina           | Rex White        | Jim Reed         | Ford        | 20    |         |
| 9       | 4 april         | Race 9                     | Columbia Speedway, Cayce, South Carolina                     | Jack Smith       | Jack Smith       | Chevrolet   | 1     |         |
| 10      | 15 mars 5 april | Gwyn Staley 160            | North Wilkesboro Speedway, North Wilkesboro North Carolina   | Speedy Thompson  | Lee Petty        | Oldsmobile  | 4     | Rapport |
| 11      | 26 april        | Race 11                    | Reading Fairgrounds Speedway, Reading, Pennsylvania          | Junior Johnson   | Junior Johnson   | Ford        | 1     |         |
| 12      | 2 maj           | Hickory 250                | Hickory Motor Speedway, Hickory, North Carolina              | Junior Johnson   | Junior Johnson   | Ford        | 1     | Rapport |
| 13      | 3 maj           | Virginia 500               | Martinsville Speedway, Ridgeway, Virginia                    | Bobby Johns      | Lee Petty        | Oldsmobile  | 24    | Rapport |
| 14      | 17 maj          | Race 14                    | Trenton Speedway, Trenton, New Jersey                        | Bob Burdick      | Tom Pistone      | Ford        | 3     |         |
| 15      | 22 maj          | Race 15                    | Southern States Fairgrounds, Charlotte, North Carolina       | Bob Welborn      | Lee Petty        | Oldsmobile  | 4     |         |
| 16      | 24 maj          | Music City 200             | Nashville Speedway, Nashville, Tennessee                     | Rex White        | Rex White        | Chevrolet   | 1     | Rapport |
| 17      | 30 maj          | Race 17                    | Asheville-Weaverville Speedway, Weaverville, North Carolina  | Jim Reed         | Parnelli Jones   | Ford        | 4     |         |
| 18      | 5 juni          | Race 18                    | Piedmont Interstate Fairgrounds, Spartanburg, South Carolina | Cotton Owens     | Jack Smith       | Chevrolet   | 9     |         |
| 19      | 13 juni         | Race 19                    | Greenville-Pickens Speedway, Easley, South Carolina          | Jack Smith       | Junior Johnson   | Ford        | 11    |         |
| 20      | 14 juni         | Race 20                    | Lakewood Speedway, Atlanta, Georgia                          | J.C. Hendrix     | Lee Petty        | Plymouth    | 37    |         |
| 21      | 18 juni         | Race 21                    | Columbia Speedway, Cayce, South Carolina                     | Bob Burdick      | Lee Petty        | Plymouth    | 3     |         |
| 22      | 20 juni         | Race 22                    | Wilson Speedway, Wilson, North Carolina                      | Ned Jarrett      | Junior Johnson   | Ford        | 18    |         |
| 23      | 21 juni         | Richmond 200               | Atlantic Rural Fairgrounds, Richmond, Virginia               | Buck Baker       | Tom Pistone      | Ford        | 12    | Rapport |
| 24      | 27 juni         | Race 24                    | Bowman Gray Stadium, Winston-Salem, North Carolina           | Lee Petty        | Rex White        | Chevrolet   | 2     |         |
| 25      | 28 juni         | Race 25                    | Asheville-Weaverville Speedway, Weaverville, North Carolina  | Glen Wood        | Rex White        | Chevrolet   | 4     |         |
| 26      | 4 juli          | Firecracker 250            | Daytona International Speedway, Daytona Beach, Florida       | Fireball Roberts | Fireball Roberts | Pontiac     | 1     | Rapport |
| 27      | 21 juli         | Race 27                    | Heidelberg Raceway, Pittsburgh, Pennsylvania                 | Dick Bailey      | Jim Reed         | Chevrolet   | 6     |         |
| 28      | 26 juli         | Race 28                    | Southern States Fairgrounds, Charlotte, North Carolina       | Buck Baker       | Jack Smith       | Chevrolet   | 5     |         |
| 29      | 1 augusti       | Race 29                    | Rambi Raceway, Myrtle Beach, South Carolina                  | Bob Welborn      | Ned Jarrett      | Ford        | 9     |         |
| 30      | 2 augusti       | Race 30                    | Southern States Fairgrounds, Charlotte, North Carolina       | Bob Welborn      | Ned Jarrett      | Ford        | 10    |         |
| 31      | 9 augusti       | Nashville 300              | Nashville Speedway, Nashville, Tennessee                     | Rex White        | Joe Lee Johnson  | Chevrolet   | 2     | Rapport |
| 32      | 16 augusti      | Western North Carolina 500 | Asheville-Weaverville Speedway, Weaverville, North Carolina  | Rex White        | Bob Welborn      | Chevrolet   | 4     | Rapport |
| 33      | 21 augusti      | Race 33                    | Bowman Gray Stadium, Winston-Salem, North Carolina           | Rex White        | Rex White        | Chevrolet   | 1     |         |
| 34      | 22 augusti      | Race 34                    | Greenville-Pickens Speedway, Easley, South Carolina          | Lee Petty        | Buck Baker       | Chevrolet   | 4     |         |
| 35      | 29 augusti      | Race 35                    | Columbia Speedway, Cayce, South Carolina                     | Ned Jarrett      | Lee Petty        | Plymouth    | 9     |         |
| 36      | 7 september     | Southern 500               | Darlington Raceway, Darlington, South Carolina               | Fireball Roberts | Jim Reed         | Chevrolet   | 14    | Rapport |
| 37      | 11 september    | Buddy Shuman 250           | Hickory Motor Speedway, Hickory, North Carolina              | R.L. Combs       | Lee Petty        | Plymouth    | 13    | Rapport |
| 38      | 13 september    | Capital City 200           | Atlantic Rural Fairgrounds, Richmond, Virginia               | Cotton Owens     | Cotton Owens     | Ford        | 1     | Rapport |
| 39      | 13 september    | Race 39                    | California State Fairgrounds, Sacramento, Kalifornien        | Bill Jarlick     | Eddie Gray       | Ford        | 19    |         |
| 40      | 20 september    | Race 40                    | Orange Speedway, Hillsborough, North Carolina                | Jack Smith       | Lee Petty        | Plymouth    | 7     |         |
| 41      | 27 september    | Old Dominion 500           | Martinsville Speedway, Ridgeway, Virginia                    | Glen Wood        | Rex White        | Chevrolet   | 14    | Rapport |
| 42      | 11 oktober      | Race 42                    | Asheville-Weaverville Speedway, Weaverville, North Carolina  | Tommy Irwin      | Lee Petty        | Plymouth    | 4     |         |
| 43      | 18 oktober      | Wilkes 160                 | North Wilkesboro Speedway, North Wilkesboro North Carolina   | Glen Wood        | Lee Petty        | Plymouth    | 2     | Rapport |
| 44      | 25 oktober      | Race 44                    | Concord Speedway, Midland, North Carolina                    | Fred Harb Jr.    | Jack Smith       | Chevrolet   | 18    |         |
| Källor: |                 |                            |                                                              |                  |                  |             |       |         |

## Slutställning
| Plats   | Förare          | Starter | Vinster | Top 5 | Top 10 | Pole | Varv | Prispengar | Poäng | +\-   |
| ------- | --------------- | ------- | ------- | ----- | ------ | ---- | ---- | ---------- | ----- | ----- |
| 1       | Lee Petty       | 42      | 11      | 27    | 35     | 2    | 1176 | $49 219    | 11792 |       |
| 2       | Cotton Owens    | 37      | 1       | 13    | 22     | 2    | 208  | $14 639    | 9962  | –1830 |
| 3       | Speedy Thompson | 29      | 0       | 5     | 9      | 1    | 228  | $6 816     | 7684  | –4108 |
| 4       | Herman Beam     | 30      | 0       | 1     | 12     | 0    | 0    | $6 379     | 7396  | –4396 |
| 5       | Buck Baker      | 35      | 1       | 14    | 19     | 4    | 182  | $11 060    | 7170  | –4622 |
| 6       | Tom Pistone     | 22      | 2       | 12    | 18     | 0    | 180  | $12 724    | 7050  | –4742 |
| 7       | L.D. Austin     | 35      | 0       | 0     | 13     | 0    | 0    | $4 670     | 6519  | –5273 |
| 8       | Jack Smith      | 21      | 4       | 9     | 12     | 3    | 369  | $13 289    | 6150  | –5642 |
| 9       | Jim Reed        | 14      | 3       | 7     | 9      | 1    | 288  | $23 534    | 5744  | –6048 |
| 10      | Rex White       | 23      | 5       | 11    | 13     | 5    | 1198 | $12 360    | 5526  | –6266 |
| 11      | Junior Johnson  | 28      | 5       | 14    | 15     | 1    | 164  | $9 675     | 4864  | –6928 |
| 12      | Shep Langdon    | 21      | 0       | 0     | 6      | 0    | 0    | $3 525     | 4768  | –7024 |
| 13      | G.C. Spencer    | 28      | 0       | 1     | 5      | 0    | 0    | $3 700     | 4260  | –7532 |
| 14      | Tommy Irwin     | 25      | 0       | 10    | 16     | 1    | 174  | $9 189     | 3876  | –7916 |
| 15      | Richard Petty   | 21      | 0       | 6     | 9      | 0    | 7    | $8 110     | 3694  | –8098 |
| Källor: |                 |         |         |       |        |      |      |            |       |       |

- Notering: Endast de femton främsta förarna redovisas.